# Ticaco
Ticaco es una localidad peruana ubicada en la región Tacna, provincia de Tarata, distrito de Ticaco. Es asimismo capital del distrito de Ticaco. Se encuentra a una altitud de 3274 m s. n. m. Tenía una población de 1170 habitantes en 1993.
Las aguas termales de Ticaco tienen una temperatura promedio de 45 °C. También se encuentra cerca de Ticaco el sitio arqueológico de Qalaqala.
La principal actividad económica es la agricultura como el cultivo de membrillos, tunas, tumbos y manzanas.
Titcaco se encuentra a 97 kilómetros de Tacna.

## Historia

Ticaco fue el pueblo fronterizo del Perú mientras Tarata estuvo bajo administración chilena (1884-1925), el río Ticalaco fue la frontera internacional durante ese período.

Durante la dominación chilena fue residencia rural de frontera. El río Ticalaco fue el límite entre Perú y Chile. Durante estos años en varias oportunidades Chile intentó ocupar el territorio, pero según datos históricos siempre fracasaron, debido a la defensa organizada de los pobladores de Ticaco.
En ese período existió el retén policial chileno de Ticalaco.

## Clima
| Parámetros climáticos promedio de Ticaco | Parámetros climáticos promedio de Ticaco | Parámetros climáticos promedio de Ticaco | Parámetros climáticos promedio de Ticaco | Parámetros climáticos promedio de Ticaco | Parámetros climáticos promedio de Ticaco | Parámetros climáticos promedio de Ticaco | Parámetros climáticos promedio de Ticaco | Parámetros climáticos promedio de Ticaco | Parámetros climáticos promedio de Ticaco | Parámetros climáticos promedio de Ticaco | Parámetros climáticos promedio de Ticaco | Parámetros climáticos promedio de Ticaco | Parámetros climáticos promedio de Ticaco |
| Mes                                      | Ene.                                     | Feb.                                     | Mar.                                     | Abr.                                     | May.                                     | Jun.                                     | Jul.                                     | Ago.                                     | Sep.                                     | Oct.                                     | Nov.                                     | Dic.                                     | Anual                                    |
| ---------------------------------------- | ---------------------------------------- | ---------------------------------------- | ---------------------------------------- | ---------------------------------------- | ---------------------------------------- | ---------------------------------------- | ---------------------------------------- | ---------------------------------------- | ---------------------------------------- | ---------------------------------------- | ---------------------------------------- | ---------------------------------------- | ---------------------------------------- |
| Temp. máx. media (°C)                    | 20.2                                     | 19.9                                     | 19.7                                     | 19.5                                     | 18.1                                     | 17                                       | 16.5                                     | 17.5                                     | 18.6                                     | 19.9                                     | 20.7                                     | 20.8                                     | 19                                       |
| Temp. media (°C)                         | 12.9                                     | 12.8                                     | 12.3                                     | 11.3                                     | 9.5                                      | 8                                        | 7.6                                      | 8.5                                      | 10.2                                     | 11.3                                     | 12.4                                     | 12.9                                     | 10.8                                     |
| Temp. mín. media (°C)                    | 5.6                                      | 5.8                                      | 5                                        | 3.2                                      | 1                                        | -0.9                                     | -1.3                                     | -0.5                                     | 1.8                                      | 2.7                                      | 4.2                                      | 5                                        | 2.6                                      |
| Fuente: climate-data.org                 |                                          |                                          |                                          |                                          |                                          |                                          |                                          |                                          |                                          |                                          |                                          |                                          |                                          |